# Château de la Faye (Saint-Sulpice-de-Mareuil)
Pour les articles homonymes, voir Château de la Faye.
Le château de la Faye, parfois orthographié La Faye ou Lafaye à Saint-Sulpice-de-Mareuil est un château du XVIIe siècle construit par l'agrandissement d'une structure du XVIe siècle, à Saint-Sulpice-de-Mareuil dans le département de la Dordogne, en France.

## Localisation
En région Nouvelle-Aquitaine, le château de la Faye se situe dans le quart nord-ouest du département de la Dordogne, sur le territoire de l'ancienne commune de Saint-Sulpice-de-Mareuil, intégrée en 2017 à la commune nouvelle de Mareuil en Périgord. Il est implanté 550 mètres à l'est-nord-est du bourg de Saint-Sulpice-de-Mareuil.

## Architecture
De direction nord-ouest/sud-est, le château se compose d'un logis encadré de deux pavillons dont le plus ancien, datant de la Renaissance, au nord, a conservé des fenêtres à meneaux.

## Historique
Le château de la Faye est un fief ayant appartenu à plusieurs familles du Périgord. Il appartint notamment aux familles de Puyzilhon (ou Puissillon), de Maillard et de Bellussière.
Le 20 août 1486, François de Maillard, seigneur du Puy-de-Magnac et de la Vocarie, épouse Agnès de Puyzilhon, sœur de Jehan de Puyzilhon, procureur de la juridiction de Nontron et seigneur des fiefs de la Faye et de la Sauguie. Ce dernier donna ses fiefs à son neveu Jehan de Maillard, fils cadet de François de Maillard.
À la mort en 1921 d'Edmond de Maillard, la terre et le château de Lafaye passa par héritage au colonel Grant de Luxolière.

## Protection
À l'entrée de son parc se dresse une croix qui porte la date de 1642, inscrite au titre des monuments historiques depuis le 5 janvier 1948.

## Galerie de photos

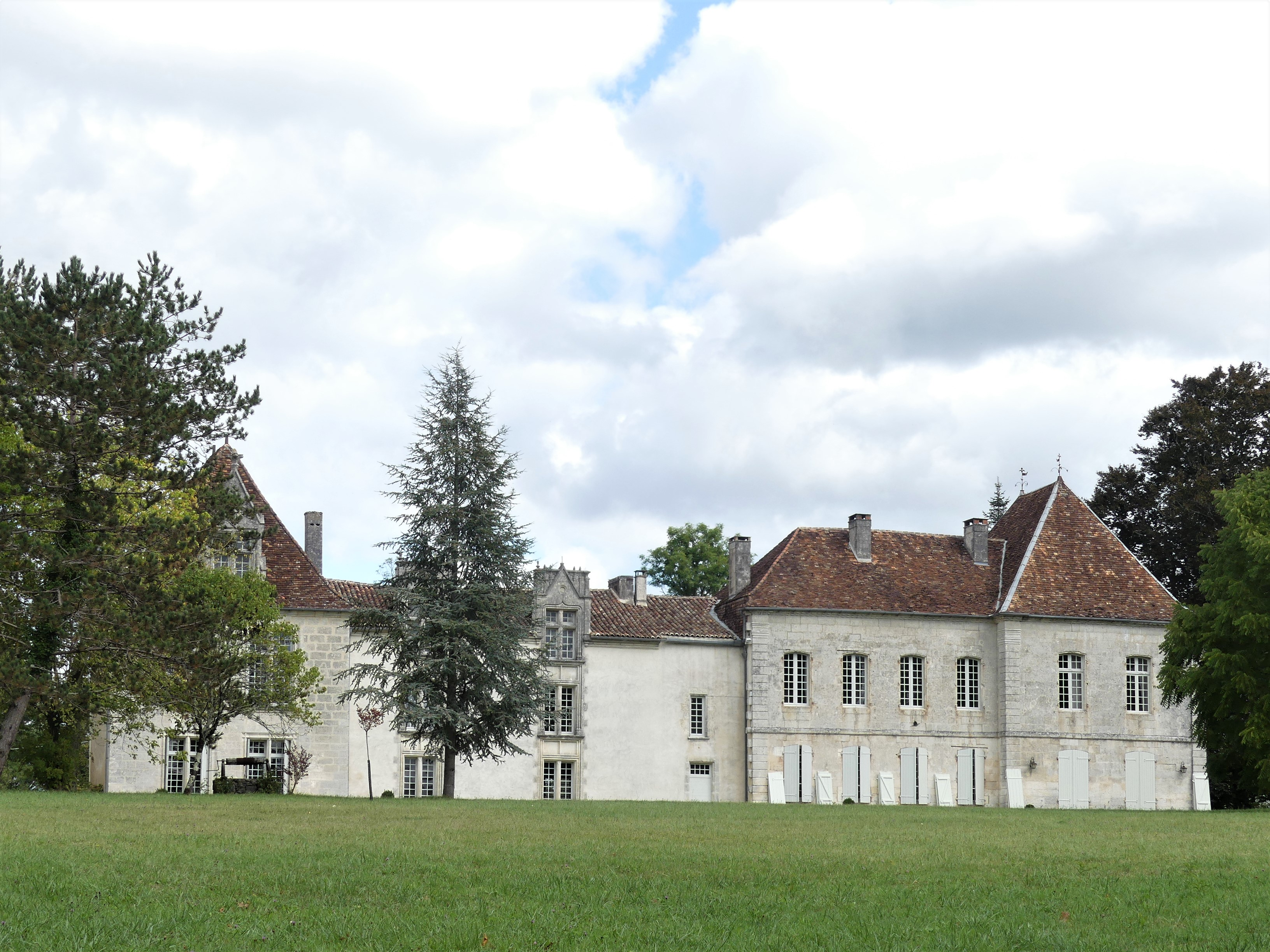
Le château.
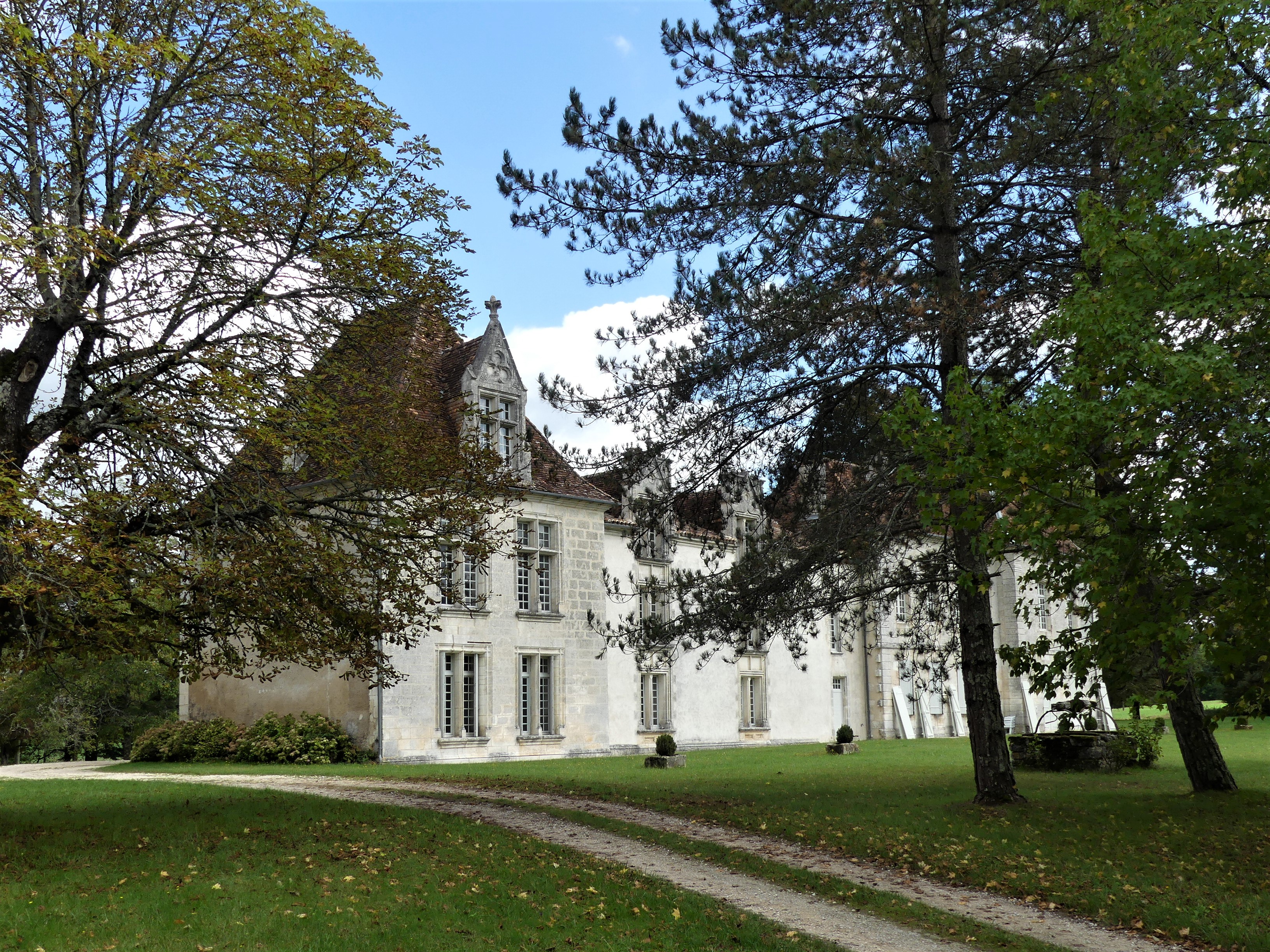
son pavillon Renaissance.